# Methylhydroxynandrolone
Methylhydroxynandrolone (MOHN, MHN), còn được gọi là 4-hydroxy-17α-methyl-19-nortestosterone, cũng như 4,17β-dihydroxy-17α-methylestr-4-en-3-one, là chất hoạt hóa tổng hợp -androgenic steroid (AAS) và một chất dẫn xuất 17α-alkylated của nandrolone (19-nortestosterone) và không được sản xuất rộng rãi. Nó lần đầu tiên được mô tả vào năm 1964, nhưng không được phát triển để sử dụng lâm sàng. Thuốc đã tái xuất hiện vào năm 2004 khi nó được bán trên Internet như là một "chất bổ sung chế độ ăn uống". MOHN đã tham gia cùng AAS khác làm chất kiểm soát ở Hoa Kỳ vào ngày 20 tháng 1 năm 2005.
MOHN không thơm do sự hiện diện của một nhóm hydroxy ở vị trí C4, và vì lý do này, không có nguy cơ về các phản ứng phụ estrogen như gynecomastia ở liều lượng nào, không giống như nhiều AAS khác. 5α giảm cũng bị ức chế bởi nhóm C4 hydroxy của MOHN, và do đó, MOHN có thể có một tỷ lệ tương đối cao của androgenic với hoạt động đồng hóa hơn các dẫn xuất khác của nandrolone (như 5α-giảm, đối diện với trường hợp của hầu hết các AAS khác, làm giảm hiệu lực của AAS đối với hầu hết các dẫn xuất của nandrolone). Các thử nghiệm sớm cho thấy rằng MOHN có khoảng 13 lần hoạt tính đồng hoá và 3 lần hoạt tính androgen của methyltestosterone.
 MOHN là chất dẫn xuất 4-hydroxyl hóa của normethandrone (17α-methyl-19-nortestosterone), dẫn chất 17α-methyl hóa của oxabolone (4-hydroxy-19-nortestosterone), dẫn chất 4-hydroxylated và 17α-methyl hóa của nandrolone (19- nortestosterone), và tương tự 19-demethyl hóa oxymesterone (4-hydroxy-17α-methyltestosterone).